# 九條經教
九條經教（1331年—1400年6月13日），是南北朝時代的公卿；後光嚴天皇的攝政與關白，也是藤原北家攝關家的九條家當主。

## 生涯
九條經教在元弘元年（1331年）出生，是二條道平的兒子，後來過繼給九條道教為養子。建武二年（1335年）元服，曆應元年（1338年）敘從三位，位列北朝的公卿。
貞和三年（1347年）任右大臣，後轉任左大臣。文和四年（1355年）敘從一位，至延文三年（1358年）接替二條良基成為關白。
應永二年（1395年）室町幕府第三代將軍足利義滿出家，九條經教也跟隨出家，法名祐圓，到應永七年（1400年）逝世，享年69歲。